# Zalospiron
Zalospiron (WY-47,846) je selektivan parcijalni agonist  receptora iz azapironskhe hemijske klase. Utvrđeno je da je efektivan u tretmanu anksioznosti i depresije u kliničkim ispitivanjima, ali da je visok udeo pacijenata napustio ispitivanje zbog nuspojava, te je razvoj prekinut.